# Vytautas Landsbergis

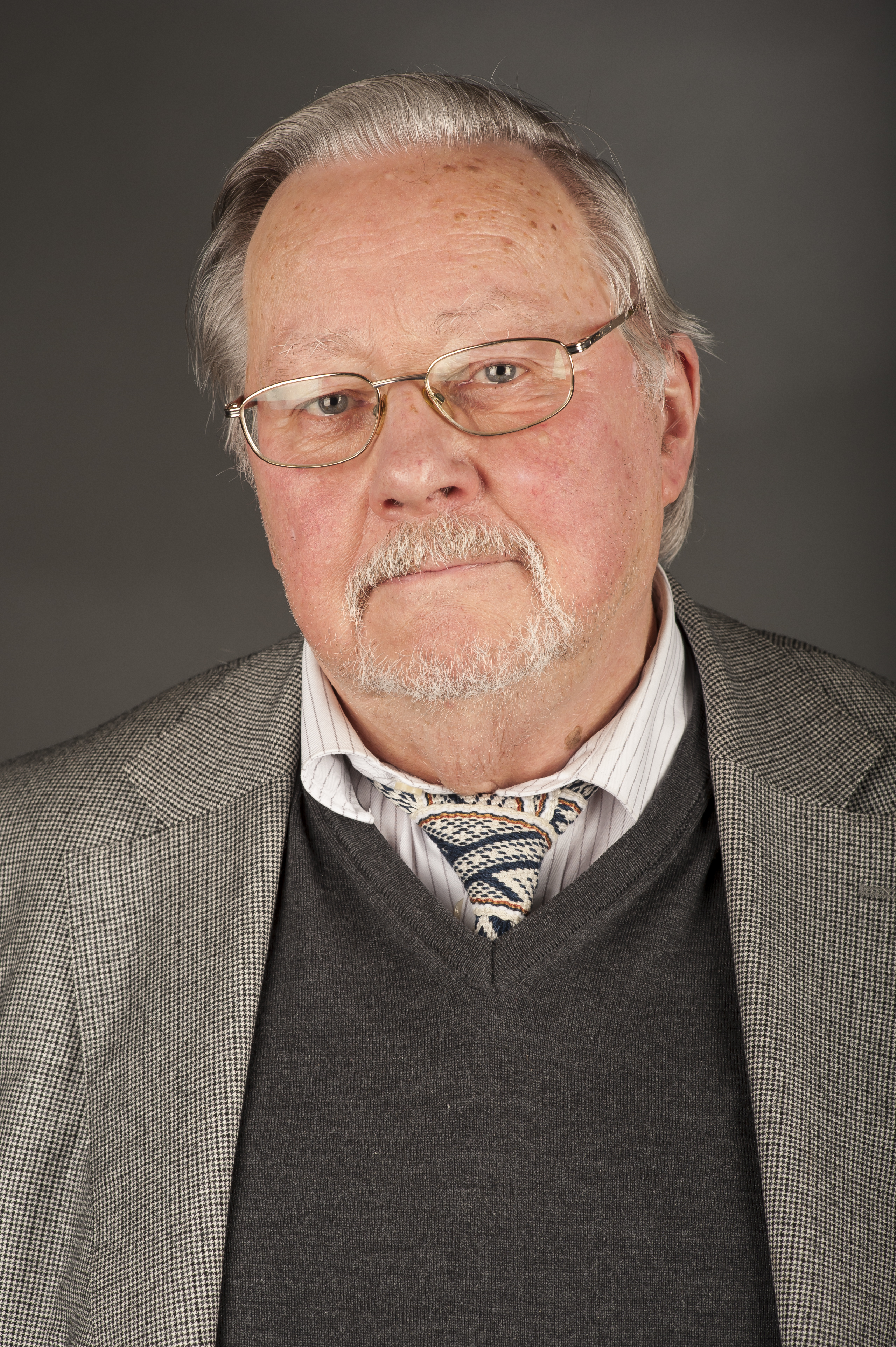
Vytautas Landsbergis (2014)

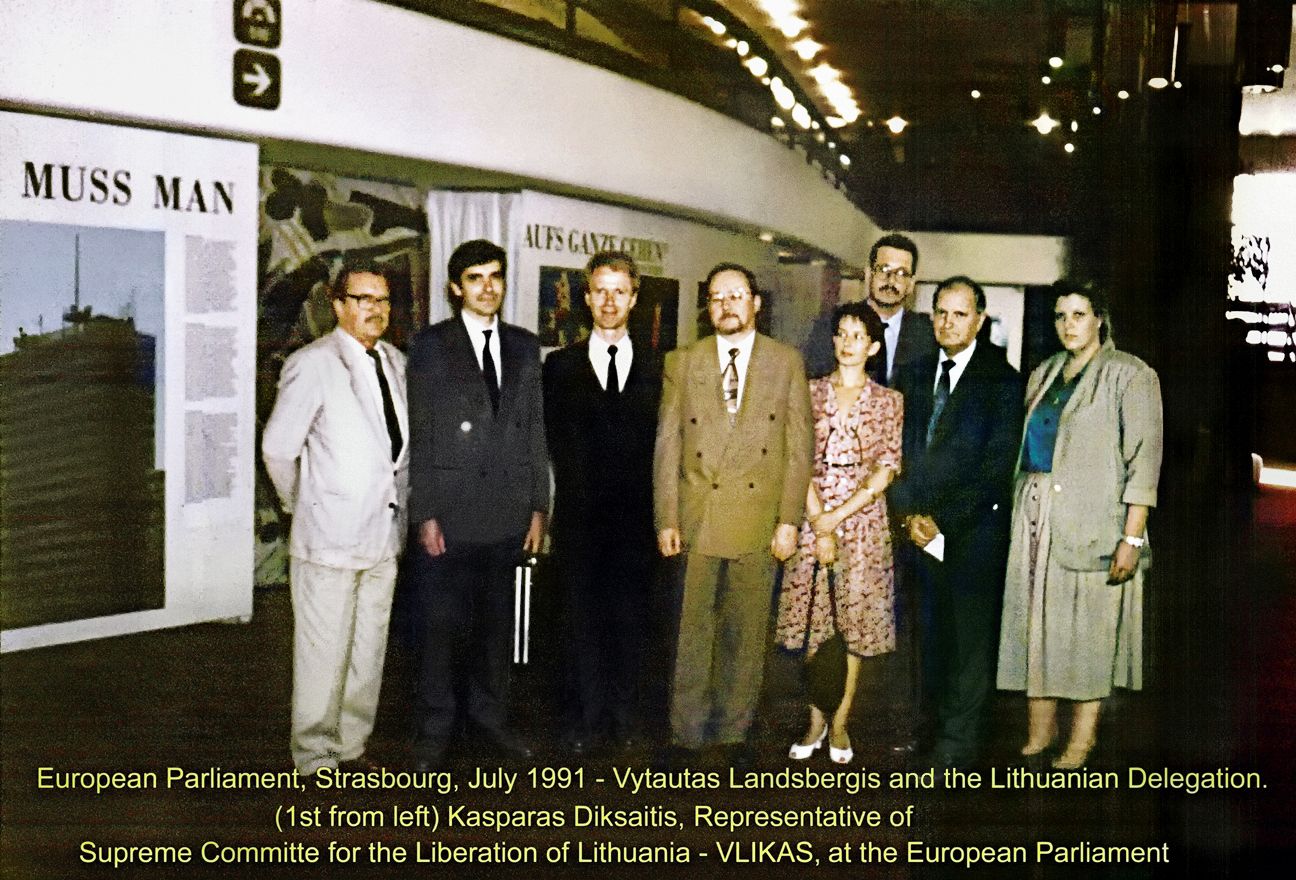
Landsbergis (Mitte) mit einer litauischen Delegation im Europäischen Parlament in Straßburg, Juli 1991

Vytautas Landsbergis (anhörenⓘ; * 18. Oktober 1932 in Kaunas) ist ein litauischer Politiker und Musikwissenschaftler. Er war von 1978 bis 1990 Professor an der Litauischen Musik- und Theaterakademie in Vilnius. Als Vorsitzender des provisorischen Parlaments war er Staatsoberhaupt Litauens nach der Wiedererlangung der Unabhängigkeit 1990. Später war er Parlamentspräsident und von 2004 bis 2014 Mitglied des Europäischen Parlaments. 2021 wurde mit Mr. Landsbergis ein Dokumentarfilm über ihn veröffentlicht.

## Familie
Vytautas Landsbergis ist einer von zwei Söhnen einer großbürgerlichen Familie. Sein Vater Vytautas Landsbergis-Žemkalnis (1893–1993) arbeitete bis zum Zweiten Weltkrieg und wieder ab 1959 als Chefarchitekt in Kaunas. Seine Mutter war die Augenärztin Ona Jablonskytė-Landsbergienė (1894–1957). Sein Bruder war Gabrielius Žemkalnis-Landsbergis (1929–2017), Journalist in Australien.
Vytautas Landsbergis war bis zu ihrem Tod mit der Pianistin und Musikpädagogin sowie Professorin an der Litauischen Musik- und Theaterakademie Gražina Ručytė-Landsbergienė (1930–2020) verheiratet.
Seine Tochter ist die Musikwissenschaftlerin Birutė Landsbergytė-Cechanavičienė (* 1960), sein Sohn der Regisseur und Autor Vytautas V. Landsbergis (* 1962). Einer seiner Enkel ist der Politiker und ehemalige Diplomat Gabrielius Landsbergis (* 1982).

## Ausbildung und Lehre
Vytautas Landsbergis besuchte in Kaunas das Aušros-Gymnasium und anschließend das Juozas-Gruodis-Konservatorium, ein Musikgymnasium. Nach dem Abitur absolvierte er von 1950 bis 1955 ein Diplomstudium im Fach Klavier am Staatskonservatorium Litauens in Vilnius und arbeitete zunächst als Klavierlehrer in der Čiurlionis-Kunstschule, einem Musischen Gymnasium, lehrte an der Lietuvos valstybinė konservatorija (LVK), an der Fakultät der LVK in Klaipėda und am Vilniaus pedagoginis institutas. 1969 wurde er mit einer Arbeit über Leben und Werk des Komponisten und Malers Mikalojus Konstantinas Čiurlionis promoviert, 1994 habilitierte er sich. Am Staatskonservatorium lehrte er als Dozent für Musikgeschichte und Klavier. Er verschaffte sich den Ruf eines angesehenen Musikwissenschaftlers und Experten für das kompositorische und malerische Werk des litauischen Nationalhelden Čiurlionis. Bereits in dieser Arbeit kam seine Verbundenheit mit der litauischen Heimat zum Ausdruck. 1987 gehörte er zu den Begründern der Čiurlionis-Gesellschaft, die sich die Bewahrung des kulturellen Erbes dieses bedeutendsten litauischen Komponisten zur Aufgabe gemacht hat. In den 1950er Jahren nahm Landsbergis mehrmals an den litauischen Schachmeisterschaften teil.

## Vorsitzender der Sąjūdis-Bewegung
Vytautas Landsbergis ist einer der Begründer der litauischen Unabhängigkeitsbewegung Sąjūdis. Auf dem Gründungskongress wurde er am 22. Oktober 1988 zu ihrem Vorsitzenden gewählt. Klein von Statur und im Auftreten wie ein typischer Wissenschaftler wirkend, erwies sich Landsbergis als gewiefter Stratege, der die weitere Entwicklung scharfsinnig voraussah.
Seine rhetorische Brillanz und Schärfe machten ihn zu einem starken Gegenspieler der gewandelten kommunistischen Partei Litauens (KPL) unter Algirdas Brazauskas. Landsbergis führte Sąjūdis zu überlegenen Siegen bei den Wahlen zum Kongress der Volksdeputierten der Sowjetunion im April 1989 und bei den ersten freien Parlamentswahlen (der Seimas) am 24. Februar 1990.

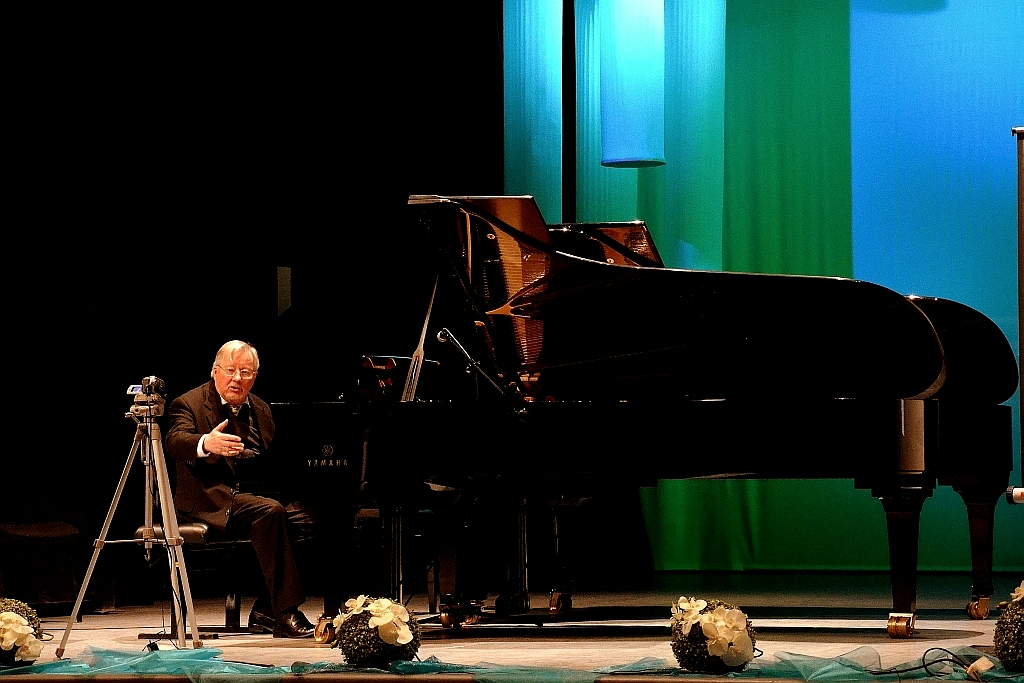
Konzert und Ausstellung mit Vytautas Landsbergis zum Thema Mikalojus Konstantinas Ciurlionis – Komponist in Sanok (2013)

## Politiker im unabhängigen Litauen
Das neu gewählte Parlament wählte Landsbergis zu seinem Vorsitzenden. Als am 11. März 1990 die Unabhängigkeit Litauens für wiederhergestellt erklärt und die Verfassung der Ersten Republik (1920–1940) wieder in Kraft gesetzt wurde, wurde Landsbergis kraft seines Amtes kommissarisches Staatsoberhaupt Litauens bis zur Inkraftsetzung einer neuen Verfassung. Während des Jahres 1990, das durch zunehmende Spannungen mit der sowjetischen Führung unter Michail Gorbatschow gekennzeichnet war (u. a. Rohstoffblockade im April und Mai 1990), verfocht Landsbergis eine harte Linie, bei der die Unabhängigkeit Litauens als unverrückbar angesehen wurde und auch kein Moratorium denkbar war.
Nach der Niederlage der konservativen Parteien und dem Sieg der Reformkommunisten in den Wahlen im Oktober und November 1992 wurde Landsbergis im November 1992 als Parlamentspräsident und amtierendes Staatsoberhaupt von Algirdas Brazauskas abgelöst. Im Jahr 1996, als die Reformkommunisten in Parlamentswahlen eine Niederlage erlitten, wurde Landsbergis Parlamentspräsident (bis 2000).
Landsbergis ist einer der bekanntesten Politiker Litauens und in seiner Partei, der konservativen Vaterlandsunion, sehr einflussreich. Dabei zeigte er wiederholt eine kritische Haltung gegenüber Russlands Regierung.
Seit der ersten litauischen Europawahl 2004 bis 2014 war er Mitglied der EVP-Fraktion im Europäischen Parlament. Hier gehörte er dem Ausschuss für auswärtige Angelegenheiten sowie dem Unterausschuss für Sicherheit und Verteidigung an.
Landsbergis gehört zu den 89 Personen aus der Europäischen Union, gegen die Russland im Mai 2015 ein Einreiseverbot verhängte.

## Ehrungen
- Am 2. Mai 2003 wurde ihm für sein Engagement für Freiheit, Demokratie und das Selbstbestimmungsrecht die Sächsische Verfassungsmedaille verliehen.[6]
- Seit Januar 1994 ist er Ehrenbürger von Kaunas. 2004 wurde er mit dem Aschaffenburger Mutig-Preis für seine Leistungen zur Vorbereitung und Umsetzung der Unabhängigkeit Litauens[7] ausgezeichnet.
- 2016 bekam er den Freiheitspreis Litauens (mit Valdas Adamkus).

## Schriften
- Das Königliche Konservatorium zu Leipzig mit den Augen eines Studenten, Briefe von M. K. Ciurlionis. In: Beiträge zur Musikwissenschaft, hrsg. vom Verband der Komponisten und Musikwissenschaftler in der DDR, Heft 1/1979, Berlin 1979, S. 42–69.
- Jahre der Entscheidung. Litauen auf dem Weg in die Freiheit. Eine politische Autobiographie. Edition Tertium, Ostfildern 1997, ISBN 3-930717-39-5.